# Gare de Folligny
Gare de Folligny vasútállomás Franciaországban, Folligny településen.

## Vasútvonalak
Az állomást az alábbi vasútvonalak érintik:
- Argentan–Granville-vasútvonal
- Lison–Lamballe-vasútvonal

## Kapcsolódó állomások
A vasútállomáshoz az alábbi állomások vannak a legközelebb:
- Gare de Villedieu
- Gare d’Avranches (Gare de Lamballe, Lison–Lamballe-vasútvonal)
- Gare de Granville
- Gare de Coutances (Gare de Lison, Lison–Lamballe-vasútvonal)
- Gare de La Haye-Pesnel - La Lucerne